# Сагада
Сагада (Сокьо)  (цез. Сакьо) — село в Цунтинском районе Республики Дагестан. Входит в состав муниципального образования сельсовет Тляцудинский.

## География
Находится в 39 км к северу от села Цунта.
Расположено на реке Метлюта (бассейн р. Андийское Койсу).

## Население
| 1895 | 1926 | 1939 | 1970 | 1989 | 2002 | 2010 |
| ---- | ---- | ---- | ---- | ---- | ---- | ---- |
| 311  | ↘166 | ↗240 | ↗243 | ↗280 | ↗322 | ↗339 |
| 2021 |      |      |      |      |      |      |
| ↗513 |      |      |      |      |      |      |

## История
Ликвидировано в 1944 году, население переселено в село Тевзана Веденского района. Восстановлено в 1957 году.